# Campeonato Russo de Futebol de 1992 - Segunda Divisão
O Campeonato Russo de Futebol - Segunda Divisão de 1992 foi o primeiro torneio desta competição. Participaram cinquenta e duas equipes. Como o Campeonato Soviético de Futebol foi dissolvido, os clubes foram divididos cada qual com seu novo país. Os onze clubes russos do Campeonato Soviético de Futebol de 1991 - Segunda Divisão acabaram sendo promovidos para o Campeonato Russo de Futebol de 1992. A grande maioria dos clubes vieram do Campeonato Soviético de Futebol de 1991 - Terceira Divisão e do Campeonato Soviético de Futebol de 1991 - Quarta Divisão. O nome do campeonato era "Primeira Liga" (Perváia Liga), dado que a primeira divisão era a "Liga Suprema" (Vysshaia Liga). O campeonato era dividido em três torneios independentes - a Zona Leste, a Zona Oeste e a Zona Central, com 18 equipes nas regiões leste e central e 16 na leste. 

## Participantes da Zona Oeste
| Equipe                                     | Cidade      | Região             | No ano anterior                                                                                  | Estádio                    | Capacidade | Títulos        | Participações |
| ------------------------------------------ | ----------- | ------------------ | ------------------------------------------------------------------------------------------------ | -------------------------- | ---------- | -------------- | ------------- |
| FC Jemtchujina Amerus Enterprises de Sóchi | Sóchi       | Krai de Krasnodar  | Campeão da Zona 04 do Campeonato Soviético de Futebol de 1991 - Quarta Divisão                   | Estádio Central de Sóchi   | 12.500     | 0 (não possui) | 1             |
| FC Uralan Elista                           | Elista      | Calmúquia          | Vice Campeão da Zona 04 do Campeonato Soviético de Futebol de 1991 - Quarta Divisão              | Estádio Uralan             | 15.200     | 0 (não possui) | 1             |
| FC Gekris Novorossisk                      | Novorossisk | Krai de Krasnodar  | Décimo Terceiro do Campeonato Soviético de Futebol de 1991 - Terceira Divisão (Zona Central)     | Estádio Trud               | 12.500     | 0 (não possui) | 1             |
| FC Drujba Maikop                           | Maikop      | Adiguésia          | Décimo Quinto Lugar do Campeonato Soviético de Futebol de 1991 - Terceira Divisão (Zona Central) | Estádio Yunost             | 7.000      | 0 (não possui) | 1             |
| FC Terek Grozny                            | Grózni      | Chechênia          | Quinto Lugar do Campeonato Soviético de Futebol de 1991 - Terceira Divisão (Zona Central)]       | Estádio Sultan Bilimkhanov | 10.500     | 0 (não possui) | 1             |
| FC Dinamo Vologda                          | Vologda     | Vologda            | Quarto Lugar da Zona 06 do Campeonato Soviético de Futebol de 1991 - Quarta Divisão              | Estádio Dínamo             | 10.000     | 0 (não possui) | 1             |
| FC Metallurg Lipetsk                       | Lipetsk     | Oblast de Lipetsk  | Quarto Lugar do Campeonato Soviético de Futebol de 1991 - Terceira Divisão (Zona Central)        | Estádio Metallurg          | 14.000     | 0 (não possui) | 1             |
| PFC Spartak Nalchik                        | Nalchik     | Cabárdia-Balcária  | Décimo Sétimo Lugar do Campeonato Soviético de Futebol de 1991 - Terceira Divisão (Zona Oeste)   | Estádio Spartak            | 14.400     | 0 (não possui) | 1             |
| FC Spartak Anapa                           | Anapa       | Krai de Krasnodar  | Campeão da Zona 05 Campeonato Soviético de Futebol de 1991 - Quarta Divisão                      | Estádio Spartak            | --         | 0 (não possui) | 1             |
| FC Torpedo Vladimir                        | Vladimir    | Oblast de Vladimir | Terceiro Lugar do Campeonato Soviético de Futebol de 1991 - Terceira Divisão (Zona Central)      | Estádio Torpedo            | 19.700     | 0 (não possui) | 1             |
| FC Asmaral Kislovodsk                      | Kislovodsk  | Krai de Stavropol  | Terceiro Lugar da Zona 04 do Campeonato Soviético de Futebol - Quarta Divisão                    | Estádio COP CSK WWS        | --         | 0 (não possui) | 1             |
| FC Torpedo Taganrog                        | Taganrog    | Oblast de Rostov   | Sexto Lugar do Campeonato Soviético de Futebol de 1991 - Terceira Divisão (Zona Oeste)           | Estádio Torpedo            | --         | 0 (não possui) | 1             |
| FC Nart Cherkessk                          | Cherkessk   | Carachai-Circássia | Décimo Sétimo Lugar do Campeonato Soviético de Futebol de 1991 - Terceira Divisão (Zona Central) | --                         | --         | 0 (não possui) | 1             |
| FC APK Azov                                | Azov        | Oblast de Rostov   | Décimo Sexto Lugar do Campeonato Soviético de Futebol de 1991 - Terceira Divisão (Zona Central)  | --                         | --         | 0 (não possui) | 1             |
| FC Tekstilshchik Ivanovo                   | Ivanovo     | Oblast de Ivanovo  | Vice Campeão da Zona 06 do Campeonato Soviético de Futebol de 1991 - Quarta Divisão              | Estádio Tekstilshchik      | 9.565      | 0 (não possui) | 1             |
| FC Energomash Belgorod                     | Belgorod    | Oblast de Belgorod | Quarto Lugar da Zona 05 do Campeonato Soviético de Futebol de 1991 - Quarta Divisão              | Estádio Salyut             | 12.000     | 0 (não possui) | 1             |
| FC Prometey-Dínamo São Petersburgo         | Petrogrado  | São Petersburgo    | Campeão da Zona 06 do Campeonato Soviético de Futebol de 1991 - Quarta Divisão                   | Estádio Petrovsky          | 21.570     | 0 (não possui) | 1             |
| FC Trion-Volga Tver                        | Tver        | Oblast de Tver     | Vigésimo Lugar do Campeonato Soviético de Futebol de 1991 - Terceira Divisão (Zona Central)      | Estádio Khimik             | 7.875      | 0 (não possui) | 1             |

## Participantes da Zona Central
| Equipe                     | Cidade            | Região                | No ano anterior                                                                                   | Estádio                     | Capacidade | Títulos        | Participações |
| -------------------------- | ----------------- | --------------------- | ------------------------------------------------------------------------------------------------- | --------------------------- | ---------- | -------------- | ------------- |
| FC KAMAZ Naberejnye Chelny | Naberejnye Chelny | Tartaristão           | Décimo Lugar do Campeonato Soviético de Futebol de 1991 - Terceira Divisão (Zona Central)         | Estádio KAMAZ               | 10.000     | 0 (não possui) | 1             |
| FC Torpedo Riazan          | Riazan            | Oblast de Riazan      | Décimo Segundo Lugar do Campeonato Soviético de Futebol de 1991 - Terceira Divisão (Zona Central) | Estádio CSK                 | 25.000     | 0 (não possui) | 1             |
| FC Zvezda Perm             | Perm              | Oblast de Perm        | Décimo Quarto Lugar do Campeonato Soviético de Futebol de 1991 - Terceira Divisão (Zona Central)  | Estádio Zvezda              | 19.500     | 0 (não possui) | 1             |
| FC Torpedo Volzhsky        | Volzhsky          | Oblast de Volgogrado  | Sétimo Lugar do Campeonato Soviético de Futebol de 1991 - Terceira Divisão (Zona Central)         | Estádio Loginov             | 7.000      | 0 (não possui) | 1             |
| FC Rubin-TAN Kazan         | Cazã              | Tartaristão           | Campeão da Zona 07 do Campeonato Soviético de Futebol de 1991 - Quarta Divisão                    | Estádio Central de Cazã     | 28.500     | 0 (não possui) | 1             |
| FC Lada Togliatti          | Togliatti         | Oblast de Samara      | Sexto Lugar do Campeonato Soviético de Futebol de 1991 - Terceira Divisão (Zona Central)          | Estádio Torpedo             | 18.000     | 0 (não possui) | 1             |
| FK Sokol Saratov           | Saratov           | Oblast de Saratov     | Oitavo Lugar do Campeonato Soviético de Futebol de 1991 - Terceira Divisão (Zona Central)         | Estádio Lokomotiv           | 15.000     | 0 (não possui) | 1             |
| FC Uralets Nijny Tagil     | Nijny Tagil       | Oblast de Sverdlovsk  | Terceiro Lugar da Zona 07 do Campeonato Soviético de Futebol de 1991 - Quarta Divisão             | Estádio Uralets             | 5.000      | 0 (não possui) | 1             |
| FC Torpedo Miass           | Miass             | Oblast de Cheliabinsk | Quarto Lugar da Zona 07 do Campeonato Soviético de Futebol de 1991 - Quarta Divisão               | Estádio Trud                | 3.000      | 0 (não possui) | 1             |
| FC Zenit Ijevsk            | Ijevsk            | Udmúrtia              | Nono Lugar do Campeonato Soviético de Futebol de 1991 - Terceira Divisão (Zona Central)]          | Estádio Central Republicano | 19.200     | 0 (não possui) | 1             |
| FC Drujba Iochkar-Ola      | Iochkar-Ola       | Mari El               | Quinto Lugar da Zona 07 do Campeonato Soviético de Futebol de 1991 - Quarta Divisão               | Estádio Drujba              | 12.500     | 0 (não possui) | 1             |
| FC Zenit Cheliabinsk       | Cheliabinsk       | Oblast de Cheliabinsk | Sexto Lugar da Zona 07 do Campeonato Soviético de Futebol de 1991 - Quarta Divisão                | Estádio Central             | 15.000     | 0 (não possui) | 1             |
| FC Svetotekhnika Saransk   | Saransk           | Mordóvia              | Vice Campeão da Zona 05 do Campeonato Soviético de Futebol de 1991 - Quarta Divisão               | Estádio Start               | 11.581     | 0 (não possui) | 1             |
| FC Lada Dimitrovgrad       | Dimitrovgrad      | Oblast de Ulianovsk   | Fruto da fusão dos clubes FC Energiya Dimitrovgrad e FC Lada-Simbirsk Dimitrovgrad                | Estádio Torpedo             | 5.000      | 0 (não possui) | 1             |
| FK Metallurg Magnitogorsk  | Magnitogorsk      | Oblast de Cheliabinsk | Sétimo Lugar da Zona 07 do Campeonato Soviético de Futebol de 1991 - Quarta Divisão               | Estádio Central             | --         | 0 (não possui) | 1             |
| FC Atommash Volgodonsk     | Volgodonsk        | Oblast de Rostov      | Décimo Sétimo Lugar do Campeonato Soviético de Futebol de 1991 - Terceira Divisão (Zona Oeste)    | Estádio Trud                | 8.000      | 0 (não possui) | 1             |
| FC Gastello Ufa            | Ufa               | Bascortostão          | Décimo Oitavo Lugar do Campeonato Soviético de Futebol de 1991 - Terceira Divisão (Zona Central)  | Estádio Neftyanik           | 4.500      | 0 (não possui) | 1             |
| FC Dínamo Kirov            | Kirov             | Oblast de Kirov       | Sétimo Lugar da Zona 07 do Campeonato Soviético de Futebol de 1991 - Quarta Divisão               | Estádio Rússia              | 2.000      | 0 (não possui) | 1             |

## Participantes da Zona Leste
| Equipe                            | Cidade             | Região                | No ano anterior                                                                                  | Estádio                     | Capacidade | Títulos        | Participações |
| --------------------------------- | ------------------ | --------------------- | ------------------------------------------------------------------------------------------------ | --------------------------- | ---------- | -------------- | ------------- |
| FC Luch Vladivostok               | Vladivostok        | Krai do Litoral       | Oitavo Lugar da Zona 10 do Campeonato Soviético de Futebol de 1991 - Quarta Divisão              | Estádio Dínamo              | 10.500     | 0 (não possui) | 1             |
| FC Irtysh Omsk                    | Omsk               | Oblast de Omsk        | Terceiro Lugar da Zona 10 do Campeonato Soviético de Futebol de 1991 - Quarta Divisão            | Estádio Estrela Vermelha    | 18.000     | 0 (não possui) | 1             |
| FC Lokomotiv Chita                | Chita              | Oblast de Chita       | Campeão da Zona 10 do Campeonato Soviético de Futebol de 1991 - Quarta Divisão                   | Estádio Lokomotiv           | 12.500     | 0 (não possui) | 1             |
| FC Chkalovets-FoKuMiS Novosibirsk | Novosibirsk        | Oblast de Novosibirsk | Quarto Lugar da Zona 10 do Campeonato Soviético de Futebol de 1991 - Quarta Divisão              | Estádio Spartak             | 12.500     | 0 (não possui) | 1             |
| FC Selenga Ulan-Ude               | Ulan-Ude           | Buriácia              | Décimo Segundo Lugar da Zona 10 do Campeonato Soviético de Futebol de 1991 - Quarta Divisão      | Estádio Central de Buriácia | 10.000     | 0 (não possui) | 1             |
| FC Zvezda Irkutsk                 | Irkutsk            | Oblast de Irkutsk     | Sexto Lugar do Campeonato Soviético de Futebol de 1991 - Terceira Divisão (Zona Leste)           | Estádio Trud                | 28.500     | 0 (não possui) | 1             |
| FC Tom Tomsk                      | Tomsk              | Oblast de Tomsk       | Sexto Lugar da Zona 10 do Campeonato Soviético de Futebol de 1991 - Quarta Divisão               | Estádio Trud                | 15.000     | 0 (não possui) | 1             |
| FC Dínamo Yakutsk                 | Yakutsk            | Iacútia               | Décimo Lugar da Zona 10 do Campeonato Soviético de Futebol de 1991 - Quarta Divisão              | Estádio Tuymaada            | 12.800     | 0 (não possui) | 1             |
| FC Metallurg Novokuznetsk         | Novokuznetsk       | Oblast de Kemerovo    | Quinto Lugar da Zona 10 do Campeonato Soviético de Futebol de 1991 - Quarta Divisão              | Estádio Metallurg           | 8.500      | 0 (não possui) | 1             |
| FC Metallurg Krasnoyarsk          | Krasnoyarsk        | Krai de Krasnoyarsk   | Sétimo Lugar da Zona 10 do Campeonato Soviético de Futebol de 1991 - Quarta Divisão              | Estádio Central             | 22.500     | 0 (não possui) | 1             |
| FC KUZBASS Kemerovo               | Kemerovo           | Oblast de Kemerovo    | Sétimo Lugar do Campeonato Soviético de Futebol de 1991 - Terceira Divisão (Zona Leste)          | Estádio Shakhtyor           | 4.174      | 0 (não possui) | 1             |
| FC Dínamo Barnaul                 | Barnaul            | Krai de Altai         | Décimo Quinto Lugar do Campeonato Soviético de Futebol de 1991 - Terceira Divisão (Zona Leste)   | Estádio Dínamo              | 16.000     | 0 (não possui) | 1             |
| FC Sacalin Iujno-Sakhalinsk       | Iujno-Sakhalinsk   | Oblast de Sacalina    | Décimo Nono Lugar do Campeonato Soviético de Futebol de 1991 - Terceira Divisão (Zona Leste)]    | Estádio Spartak             | 4.200      | 0 (não possui) | 1             |
| FC SKA-Energiya Khabarovsk        | Khabarovsk         | Krai de Khabarovsk    | Vice Campeão da Zona 10 do Campeonato Soviético de Futebol de 1991 - Quarta Divisão              | Estádio Lênin               | 15.200     | 0 (não possui) | 1             |
| FC Amur Blagoveshchensk           | Blagoveshchensk    | Oblast de Amur        | Décimo Terceiro Lugar do Campeonato Soviético de Futebol de 1991 - Terceira Divisão (Zona Leste) | Estádio Amur                | 13.500     | 0 (não possui) | 1             |
| FC Amur Komsomolsk-na-Amure       | Komsomolsk do Amur | Krai de Khabarovsk    | Décimo Primeiro Lugar da Zona 10 do Campeonato Soviético de Futebol de 1991 - Quarta Divisão     | Estádio Vanguard            | 16.000     | 0 (não possui) | 1             |

## Regulamento
O campeonato foi disputado no sistema de pontos corridos em turno e returno nos três torneios (Zona Central, Zona Leste e Zona Oeste). Ao final, os três campeões eram promovidos para o Campeonato Russo de Futebol de 1993. Três equipes de cada zona eram rebaixadas para o Campeonato Russo de Futebol de 1993 - Terceira Divisão.

## Resultados do Campeonato

### Resultados da Zona Central
Jemtchujina foi o campeão; ascendeu à primeira divisão.

Energomash, Prometey-Dínamo e Trion-Volga foram rebaixados para a terceira divisão russa.

### Resultados da Zona Oeste
Kamaz foi o campeão; ascendeu à primeira divisão.

Atommask, Gastello e Dínamo de Kirov foram rebaixados para a terceira divisão russa.

### Resultados da Zona Leste
Luch foi o campeão; ascendeu à primeira divisão.

Os dois clubes "Amur" (o de Blagoveschensk e o de Komsomolsk do Amur) foram rebaixados para a terceira divisão russa.

## Campeão
| Campeão Russo da Segunda Divisão de 1992 - Zona Oeste |
| ----------------------------------------------------- |
| FC Jemtchujina Amerus Enterprises de Sóchi 1° Título  |

| Campeão Russo da Segunda Divisão de 1992 - Zona Central |
| ------------------------------------------------------- |
| FC KAMAZ Naberejnye Chelny 1° Título                    |

| Campeão Russo da Segunda Divisão de 1992 - Zona Leste |
| ----------------------------------------------------- |
| FC Luch Vladivostok 1° Título                         |